# Венера от Моравани
Венерата от Моравани е статуетка от периода на праисторията, която датира в периода 24 хилядолетие пр.н.е. – 22 хилядолетие пр.н.е., през Каменната епоха.
Изработена е от слонова кост на мамут.
Открита е през 1938 г. край село Моравани на Вах, Чехословакия (днешна Словакия), от земеделския производител Стефан Хулман-Петрех. След това материала е изпратен за изследване при световноизвестния учен Анри Брейл в Париж. С течение на времето Венера е оценена като палеолитна статуя. През 1967 г. е върната в Чехословакия.
Направени са няколко копия на Венера от Моравани, които периодично се излагат публично в Природоисторическия музей във Виена, Словашкия национален музей в Братиславския замък и Словашката академия на науките в Нитра. Смята се, че оригиналът се намира в Националната банка на Словакия.